# Cementir Holding
 (août 2015).
Si vous disposez d'ouvrages ou d'articles de référence ou si vous connaissez des sites web de qualité traitant du thème abordé ici, merci de compléter l'article en donnant les références utiles à sa vérifiabilité et en les liant à la section « Notes et références ».
Cementir Holding S.p.A. est le troisième producteur de ciment Italien. Le groupe est aussi très présente en Turquie. En Scandinavie, Cementir est le premier producteur de ciment blanc et de béton.

## Historique
Cementir a été créée le 4 février 1947 sous la raison sociale « Siderurgica Triestina » dont le siège était implanté à Trieste, au nord-est de la péninsule, à la frontière avec l'ex-Yougoslavie. La raison sociale se transforme en Cementir - Cimenterie del Tirreno S.p.A. le 25 septembre 1951 et le siège social est alors implanté à Rome. C'est le groupe public italien IRI, à travers sa holding Finsider, qui est l'unique actionnaire de la société.
En février 1992, pour satisfaire aux recommandations de Bruxelles sur la limitation de l'emprise des sociétés publiques dans le domaine concurrentiel de l'économie, le groupe IRI-Finsider cède la majorité du capital (51,78 %) au groupe de construction italien Caltagirone S.p.A. pour la somme de 480 milliards de ₤ires. 
En 2001, le groupe Cementir est coté à la Bourse de Milan.
En septembre 2017, Cementir annonce la vente de ses activités en Italie à HeidelbergCement pour 315 millions d'euros.

## Sites de production
- 4 cimenteries en Italie et 9 dans le monde : 3 en Turquie, 1 au Danemark, 1 en Égypte, 1 aux États-Unis, 1 en Chine et 1 en Malaisie, avec une production de 12 millions de tonnes par an,
- 4 sites de fabrication de béton en Italie et 98 dans le monde : 15 en Turquie, 46 au Danemark, 29 en Norvège et 8 en Suède, avec une production de 3,8 millions de tonnes par an.

## Répartition des ventes
Par zone géographique :
- 21 % en Italie ;
- 52 % en Scandinavie et Amérique du Nord ;
- 27 % dans les pays émergents : Turquie, Égypte, Chine, Malaisie…

Par produit :
- 65 % ciment gris et blanc ;
- 35 % béton manufacturé.

## Participations
Le groupe Cementir Holding S.p.A. est aussi actionnaire dans les sociétés suivantes :
- Intercem S.A. Luxembourg - 99 % - qui contrôle 67,23 % du cimentier turc Cimentas A.S. ;
- Cimentas A.S. Turquie - 29,38 % en direct ;
- Calcestruzzi Picciolini S.p.A. Rome - 99,88 % - qui contrôle 50 % de « Calcestruzzi e Inerti srl » ;
- Speedy Beton S.p.A., Pomezia - Rome - 30 % ;
- Cem 2004 s.r.l. Rome - 99 % ;
- Cementir Delta S.p.A. - 99,99 % - qui possède 100 % du cimentier espagnol « Cementir Espagna SL » et 75 % du groupe cimentier danois Aalborg Portland A/S.

La societé turque Cimentas A.S. contrôle les cimentières :
- Cimbeton Turquie - 84,68 %
- Yapitek Turquie - 98,75 %
- Destek Turquie - 100 %
- Kars Cimento Turquie - 58,38 % et 97,86 % du cimentier turc Bakircay,
- Alfacem srl, Rome - 99,01 qui contrôle 39,81 % de Kars Cimento Turquie et 100 % de l'espagnol « Globo Cem SL » et 25 % du danois « Aalborg Portland A/S ».

La société danoise Aalborg Portland A/S permet au groupe Cementir de contrôler 100 % du groupe danois Unicon A/S.
Source :Bilan consolidé du groupe Caltagirone 2006.
Depuis 2001, Cementir a investi plus de 1,1 milliard d'euros pour consolider les acquisitions de sociétés :
• le cimentier Edirne en Turquie et la société 4K Beton au Danemark en 2005,
• le cimentier Elazig Cimento en Turquie en 2006,
• Kudsk & Dahl (agrégats et béton) en 2008.
En 2008, le Groupe Cementir adopte une nouvelle organisation en créant Cementir Holding SpA qui contrôle 100 % des trois sociétés opérationnelles : 
- Cementir Italia pour toutes les activités en Italie,
- Aalborg Portland pour les activités du groupe au Danemark,
- Cimentas pour les activités en Turquie.

## Composition du capital
Les actionnaires du groupe Cementir S.p.A. sont :
- Francesco Gaetano Caltagirone - 62,434 %, à travers :
  - Calt 2004 s.r.l. - 30,078 %, (société appartenant à 99,99 % au groupe Caltagirone S.p.A.),
  - Lav 2004 s.r.l. - 25,480 %, (société appartenant à 99,99 % au groupe Vianini Lavori SpA, qui fait partie du groupe Caltagirone),
  - Pantheon 2000 S.p.A. -  2,807 %
  - Vianini Industria S.p.A. - 1,643 %, appartenant à 66,71 % au groupe Caltagirone,
  - Caltagirone S.p.A. - 1,592 %
  - Francesco Gaetano Caltagirone - 0,834 %
- Francesco Caltagirone - 3,554 %
  - Chupas 2007 Srl - 1,970 %
  - Francesco Caltagirone - 1,584 %

Source : données Consob du 03/01/2008.